# Descarboxilació

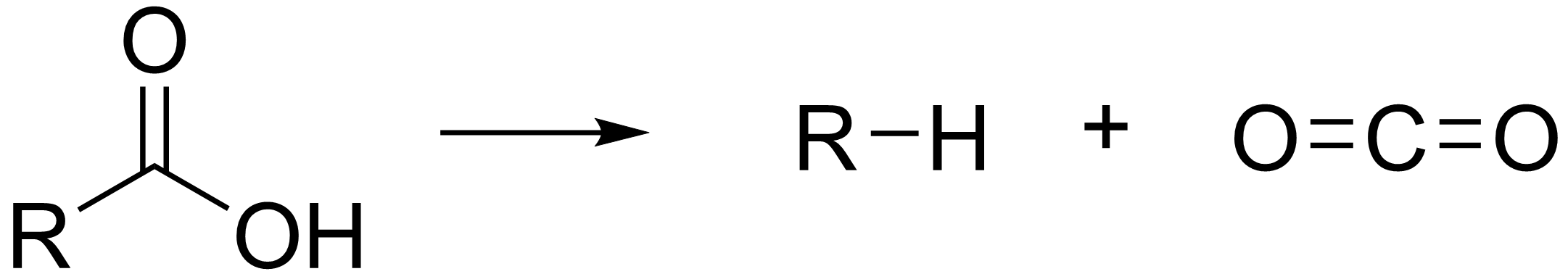
Reacció general de descarboxilació

La descarboxilació és una reacció química en la qual un grup carboxil és eliminat d'un compost químic en forma de diòxid de carboni (CO₂).

## En química orgànica
L'interès d'aquesta reacció és suprimir el grup carboxil (–COOH) del producte després d'haver estat útil en un intermedi de la síntesi.
Un exemple d'això es troba en la síntesi malònica.

## En bioquímica
La descarboxilació és una reacció metabòlica fonamental durant l'oxidació de molècules orgàniques, catalitzada per enzims del tipus descarboxilasa. La descarboxilació del piruvat és una reacció clau de la respiració aeròbica en la qual una molècula de piruvat perd el seu grup carboxil en forma de CO₂ o dona acetil CoA, que ingressa en el cicle de Krebs; en el cicle de Krebs es produeixen descarboxilacions addicionals.
Els aminoàcids pateixen descarboxilació a amines; un exemplo particular seria la descarboxilació de la histidina a histamina.
L'acetoacetat (un cos cetònic) pateix una descarboxilació espontània, no enzimàtica a acetona.